# 丛生蝇子草
丛生蝇子草（学名：Silene caespitella）为石竹科蝇子草属的植物。分布于克什米尔地区、不丹以及中国大陆的四川、西藏、云南、青海等地，生长于海拔2,500米至5,100米的地区，见于高山针叶林缘或草甸，目前尚未由人工引种栽培。